# Волтметър
Волтметърът е уред за измерване на електрическо напрежение. Волтметрите за постоянно напрежение са магнитоелектрически, за променливо напрежение - детекторни и индукционни, а за постоянно и променливо напрежение - електромагнитни, електродинамични, електростатични, термоелелектрически, топлинни. Волтметърът се включва в електрическа верига паралелно на консуматора и има голямо вътрешно съпротивление. Обхватът му се разширява чрез последователно свързан добавъчен резистор, делители на напрежение или напрежителни измерителни трансформатори.